# 185560 Harrykroto
185560 Harrykroto este un asteroid din centura principală de asteroizi.

## Descriere
185560 Harrykroto este un asteroid din centura principală de asteroizi. A fost descoperit pe 7 ianuarie 2008 la La Sagra par l'Observatorio Astronómico de Mallorca. Asteroidul prezintă o orbită caracterizată de o semiaxă mare de 2,29 ua, o excentricitate de 0,09 și o înclinație de 2,9° în raport cu ecliptica.